# 쉬시디
쉬시디(중국어: 徐熙娣, 한자음: 서희제(영어: Dee Hsu, 小S), 1978년 6월 14일~)는 대만(중화민국)의 배우, 가수, 모델이다.
중화민국(타이완)의 수도 타이베이시에서 아버지 쉬젠(徐堅, 1953~2012)과 어머니 황춘메이(黃春梅, 1954~)의 3녀 가운데 막내로 출생했으며, 첫째 언니는 쉬시셴(徐熙嫻, 1975~)이다.
둘째 언니인 모델 출신의 영화배우 겸 가수 쉬시위안(徐熙媛, 1976~2025)보다는 4년 남짓 먼저 광고 모델로 데뷔하여, 1989년부터 1994년까지 광고 모델 등으로 활약했고, 1994년까지 대만 걸 그룹 〈ASOS〉를 통하여 가수로 데뷔했으며, 둘째 언니 쉬시위안(徐熙媛)과 함께 《S 자매》로도 유명했다. 2002년 TV 시리즈에 첫 출연하면서 텔레비전 배우로 데뷔한 이래에 2008년 영화배우로도 데뷔했고, 2014년에는 솔로 가수로도 데뷔했다.
부군 쉬야쥔(許雅鈞)과 사이에는 3녀를 두었다.